# Kondoma (rivier)
De Kondoma (Russisch: Кондома) is een rivier in de Russische oblast Kemerovo in Zuid-Siberië. De rivier heeft haar oorsprong in het Biejskaja Grivagebergte op ongeveer 800 meter hoogte en stroomt vanaf daar door de Bergachtige Sjor tussen de Altaj en de Sajan door om in het zuiden van de Koezbass uit te monden in de Tom bij de stad Novokoeznetsk op ongeveer 200 meter hoogte. In de benedenloop is de rivier ongeveer 100 meter breed, tot 2 meter diep met een gemiddelde stroomsnelheid van 1 meter per seconde. De rivier is gewoonlijk bevroren van eind oktober, november tot eindapril, mei. De rivier is niet bevaarbaar, maar wordt wel gebruikt voor de vlotterij.
Zijrivieren zijn de Antrop, Moendybasj, Tesj en Telbes.
Aan de rivier liggen de steden Tasjtagol, Osinniki en Kaltan en de dorpen Moendybasj en Koezdejevo. In de midden- en benedenloop bevindt van het stroomdal bevindt zich veel mijnbouw en industrie, met veel negatieve gevolgen voor het milieu. Door het dal lopen gedeelten van de weg en spoorlijn van Novokoeznetsk naar Tasjtagol.